# 土保瑞希
土保瑞希（日语：土保 瑞希，1996年10月5日—）是日本女子偶像團體AKB48 Team 4的前成員，大阪府出身。

## 經歷
2013年
- 1月19日，於「AKB48第十二屆研究生（15期生）試鏡會（日语：AKB48のオーディション#第十二回研究生（15期生）オーディション）」中合格，成為AKB48的15期生。
- 4月30日，於大島Team K「Waiting」公演中作為伴舞，首次站上AKB48劇場舞台[3]。
- 6月5日，參加研究生武道馆公演『AKB48集團研究生演唱會「早推得勝」』。
- 7月6日，於「AKB48第34張單曲選拔猜拳大會」的研究生預備戰中成功晉級[4]。
- 9月18日，於「AKB48第34張單曲選拔猜拳大會」的第四回戰中不敵平田梨奈，得到第13名，首次成為選拔成員。

2014年
- 2月24日，於Zepp DiverCity Tokyo（日语：Zepp）舉辦的「AKB48集團大組閣祭」中宣布由研究生昇格至Team 4[5]。
- 4月29日，首次以正式成員身分進行劇場公演[6]。
- 9月17日，於「AKB48 Group 猜拳大會2014」中不敵小嶋真子，在第一回戰出局，未能入選渡邊美優紀個人出道單曲中C/W曲的選拔成員。

2015年
- 3月26日，於埼玉超級競技場舉辦的「AKB48春季單獨演唱會～次期總現正修行中！～」演唱會上宣布新的組閣人事異動，所屬隊伍不變[7]。
- 6月15日，於AKB48 Team 4劇場公演上，與前田美月一起宣布將從AKB48畢業[8]。

- 6月24日，於AKB48劇場與前田美月一同舉行畢業公演[8]。

- 8月9日，參加於幕張展覽館舉行的「我們不戰鬥」劇場盤販售紀念大握手會，結束在AKB48的所有活動[8]。

## 人物
- 為15期生最年長的成員。

- 本人表示自己為台日混血[9]，家中成員除父母外還有一位相差7歲的妹妹[註 1]。

- 官方暱稱是，但由於念不到姓氏「土保」的關係，所以Fans會稱呼她為「[註 2]」。由於是同期成員中最年長的，因此被同期開玩笑的稱呼她為「老太婆[註 3][2]」。

- 由於從小在大阪住到小學五年級開學前，所以自認有關西人的風格，屬於較為吵鬧與愛說話的類型[2]。

- 加入AKB48的契機：由於未來想成為女演員，但演技還很欠缺，希望可以藉由加入AKB48進而學習到演技、表現力、唱功、舞蹈能力與表演經驗[11]。

- 在試鏡會的中演唱的歌曲是倖田來未的《I'll be there》[12]。

- 被成員爆料是愛哭鬼，會因為跳舞跳錯而哭，另外在同期的夥伴吵架中，即使沒有參與爭吵，也會為了勸架而哭[13][14]。

- 特技是表演高知縣的民謠「夜來之舞」，過去曾參加過大阪最大的「夜來之舞」專業表演隊[11][15]。

## 參與歌曲

### 單曲CD
|      | 發行日期       | 單曲名稱           | 參與歌曲名稱       | 名義   | 收錄於 | MV | 備註               |
| ---- | -------------- | ------------------ | ------------------ | ------ | ------ | -- | ------------------ |
| 33rd | 2013年10月30日 | 真心電流           | 你的眼是星象儀     | 研究生 | 劇場盤 |    | 出道作品           |
| 34th | 2013年12月11日 | 倘若在梧桐樹什麼的 | 倘若在梧桐樹什麼的 |        | 全版本 | ★  | A面曲 首次進入選拔 |
| 35th | 2014年02月26日 | 勇往直前           | 戀愛什麼的         |        | 劇場版 |    |                    |
| 36th | 2014年05月21日 | 拉布拉多獵犬       | 芳心逃脫遊戲       | Team 4 | Type-4 | ★  |                    |
| 38th | 2014年11月26日 | 希望無限           | Ambulance          | 百合組 | Type-B | ★  |                    |
| 38th | 2014年11月26日 | 希望無限           | 睜大雙眼的初吻     | Team 4 | Type-D | ★  |                    |

- 標註有「★」符號者表示該首歌曲有拍攝MV。

### 專輯CD
|      | 發行日期       | 專輯名稱                     | 參與歌曲名稱      | 名義   | 收錄於 | 備註 |
| ---- | -------------- | ---------------------------- | ----------------- | ------ | ------ | ---- |
| 05th | 2014年01月22日 | 未來軌跡                     | 如果散去也很好吧… | 研究生 | 劇場盤 |      |
| 06th | 2015年01月21日 | 這裡是羅德斯島、在這裡跳吧！ | 眼淚等一下再說    | Team 4 | Type-B |      |

## 劇場公演分組曲
| 公演名稱                           | 參與歌曲名稱   | 備註             |
| ---------------------------------- | -------------- | ---------------- |
| 研究生時期                         |                |                  |
| 研究生「睡衣兜風」公演             | 鏡中的聖女真德 |                  |
| Team 4 2nd Stage「手牽手」公演     | 帶我去溫布頓   | 篠崎彩奈的代演   |
| Team K 「Waiting」公演             | 暮蟬之戀       | 大島優子的代演   |
| 峯岸Team 4時期                     |                |                  |
| Team 4 3rd Stage「偶像的黎明」公演 | 口對口的巧克力 | 木崎由里亞的代演 |
| Team 4 3rd Stage「偶像的黎明」公演 | 單戀對角線     | 高島祐利奈的代演 |
| Team 4 3rd Stage「偶像的黎明」公演 | 心愛的娜塔莎   | 茂木忍的代演     |

## 演出

### 綜藝及節目資訊
| 節目名稱                            | 播出日期                       | 首播頻道    | 備註               |
| ----------------------------------- | ------------------------------ | ----------- | ------------------ |
| 現在播放中的節目                    |                                |             |                    |
| AKB48 SHOW!                         | 2013年12月14日－2015年05月16日 | NHK         | 不定期演出         |
| 有吉AKB共和國                       | 2014年01月27日                 | TBS電視台   |                    |
| AKB48的你、是誰？                   | 2014年03月20日－2015年06月23日 | NOTTV       | 不定期演出         |
| AKBINGO!                            | 2014年04月08日－2015年07月28日 | 日本電視台  | 不定期演出         |
| AKB48神TV 0Season17 0Season17番外篇 | 2014年11月16日 2015年02月08日  | 家庭劇場    |                    |
| 過去演出過的節目                    |                                |             |                    |
| NHK高校講座                         | 2014年04月18日－2015年03月04日 | NHK教育頻道 | 出演「日本史」單元 |

### 廣播
| 節目名稱                   | 播出日期         | 電台  | 備註       |
| -------------------------- | ---------------- | ----- | ---------- |
| ON8「柱NIGHT! with AKB48」 | 2014年06月02日－ | bayfm | 不定期演出 |

### MV
| 歌曲名稱 | 演唱者 | 發行日期       | 備註 |
| -------- | ------ | -------------- | ---- |
| SKY      | MAY'S  | 2012年05月16日 |      |